# Maturaca Airport
Maturaca Airport är en flygplats i Brasilien.   Den ligger i kommunen Santa Isabel do Rio Negro och delstaten Amazonas, i den nordvästra delen av landet, 2 700 km nordväst om huvudstaden Brasília. Maturaca Airport ligger 101 meter över havet.
Terrängen runt Maturaca Airport är varierad. Trakten runt Maturaca Airport är nära nog obefolkad, med mindre än två invånare per kvadratkilometer.. Det finns inga samhällen i närheten.
I omgivningarna runt Maturaca Airport växer i huvudsak städsegrön lövskog.